# Tadeusz Mieczysław Sokołowski
Tadeusz Mieczysław Sokołowski (do 1914 r. Gedeon Mieczysław), ps. „Marcin” (ur. 28 października 1887 w Worobinie w pow. rówieńskim, zm. 21 stycznia 1965 w Szczecinie) – polski lekarz chirurg, pułkownik lekarz Wojska Polskiego; uczestnik m.in. walk I Brygady Legionów Polskich, wojny polsko-bolszewickiej, kampanii wrześniowej, kampanii włoskiej 2 Korpusu, jeden z założycieli i profesor Pomorskiej Akademii Medycznej w Szczecinie, jeden z pionierów transfuzjologii w Polsce i specjalista w dziedzinie traumatologii i chirurgii ręki.

## Życiorys

### Dzieciństwo i młodość
Tadeusz Sokołowski był synem Jana i Marii ze Skupieńskich. Ojciec pracował w administracji majątku Broelów-Platerów. Od 1896 roku rodzina mieszkała w Łodzi. Tadeusz Sokołowski uczęszczał do rządowego gimnazjum filologicznego i uczył się na tajnych kompletach. Nie został dopuszczony do matury w 1905 roku z powodu udziału w strajku szkolnym. Uczestniczył w kursach zorganizowanych w Krakowie dla uczniów relegowanych ze szkół w Królestwie Kongresowym, jednak zostały one przerwane (demonstracja solidarności z młodzieżą, która była zmuszona pozostać w Królestwie). Wyjechał do Szwajcarii. Podjął studia przyrodnicze na Uniwersytecie we Fryburgu, które jednak również wkrótce przerwał, aby włączyć się do działań rewolucyjnych w Łodzi (1906) – działał pod pseudonimem „Marcin” w PPS Lewica.
W 1907 roku przeniósł się do Krakowa, gdzie zdał maturę w Gimnazjum św. Jacka i studiował na Wydziale Lekarskim Uniwersytetu Jagiellońskiego. Nauczycielami Sokołowskiego byli, m.in.: Tadeusz Browicz, Napoleon Cybulski, Emil Godlewski, Kazimierz Kostanecki, Antoni Rosner. Dyplom lekarza otrzymał 7 lipca 1913 roku, po czym odbył staż w klinice chirurgicznej Bronisława Kadera i w Szpitalu św. Łazarza.

### I wojna światowa
W czasie I wojny światowej uczestniczył jako lekarz Legionów Polskich w walkach na frontach w Królestwie Polskim i w Galicji. Był lekarzem batalionowym w I Brygadzie, a od marca do sierpnia 1915 roku – lekarzem w szpitalu zakaźnym (epidemicznym) w Wadowicach. Jego niesubordynacja w sprawie szczepień na dur brzuszny spowodowała przeniesienie do Kamieńska pod Piotrkowem, gdzie pracował w Domu dla Rekonwalescentów. Wrócił na front i uczestniczył w kampanii na Wołyniu. 29 września 1914 roku został awansowany na podporucznika lekarza, a 15 grudnia 1915 roku na porucznika lekarza.
17 lipca 1917 roku, po kryzysie przysięgowym, został zwolniony z wojska. Rozpoczął pracę na oddziale chirurgicznym Szpitala Dziecięcego im. Anny Marii (później Szpital im. Janusza Korczaka) w Łodzi. W roku 1918 ochotniczo brał udział w zwalczaniu epidemii tyfusu plamistego.

### Dwudziestolecie międzywojenne
W okresie dwudziestolecia międzywojennego był początkowo uczestnikiem wojny polsko-bolszewickiej na Froncie Litewsko-Białoruskim, a następnie pracował w szpitalach w Toruniu i Warszawie. W wojnie polsko-bolszewickiej uczestniczył w latach 1919–1920 jako: lekarz 3 pułku piechoty Legionów, w stopniu kapitana, komendant szpitala w Mińsku i ordynator oddziału chirurgicznego, szef sanitarny Dywizji Ochotniczej, w stopniu podpułkownika. W czasie wyprawy na Litwę (zob. Litwa Środkowa) zachorował na dur powrotny i wrócił do Warszawy.
W latach 1921–1923 pełnił służbę w II Klinice Chirurgicznej Zygmunta Radlińskiego w Warszawie. W latach 1923–1934 służył w Szpitalu Okręgowym Nr 8 w Toruniu, gdzie wprowadzał pionierskie techniki przetaczania krwi, utworzył też pierwszą w Polsce Wojewódzką Stację Urazową przy Szpitalu Diakonisek (później włączonym do Specjalistycznego Szpitala Miejskiego). Specjalizował się w zakresie traumatologii, wyjeżdżając do Anglii i Francji. 1 stycznia 1928 roku awansował na pułkownika ze starszeństwem z dniem 1 stycznia 1928 roku i 6. lokatą w korpusie oficerów sanitarnym, w grupie lekarzy.
W latach 1934–1939 w Szpitalu Okręgowym Nr 1 w Warszawie, a później w zorganizowanym przez siebie Instytucie Chirurgii Urazowej, z ambulatorium urazowym i pracownią rentgenologiczną, przy ul. 6 Sierpnia (później ul. Nowowiejska). W warszawskim Instytucie Chirurgii Urazowej zorganizował m.in. pierwszy w Polsce oddział neurochirurgiczny, pierwszą stację konserwacji krwi do transfuzji, systematyczne kursy traumatologii dla wojskowych lekarzy rezerwy oraz pierwsze w Polsce kursy podyplomowe dla lekarzy cywilnych. W Instytucie próbował ratować życie Walerego Sławka, po jego samobójczym zamachu (2 kwietnia 1939).

### II wojna światowa
Podczas kampanii wrześniowej był lekarzem szpitala polowego (nr 201). Wraz ze szpitalem dostał się do obozu internowanych w Rumunii, a stamtąd – do Francji, gdzie został ordynatorem „Centre de chirurgie osseuse” w Créteil (centrum chirurgii kostnej na przedmieściu Paryża). Po rozpoczęciu Bitwy o Francję (czerwiec 1940) kierował oddziałem chirurgicznym w Dieuze w Alzacji (szpital wojenny I i II Dywizji Polskiej). Po klęsce Francji znalazł się w szpitalu wojennym w Edynburgu; w latach 1941–1942 wykładał też chirurgię na Polskim Wydziale Lekarskim na Uniwersytecie w Edynburgu (który współtworzył). Opuścił tę uczelnię z powodu nieporozumień z rektorem, Antonim Juraszem.
W 1942 roku odbył staż w zakresie torakochirurgii m.in. w londyńskim Royal Brompton Hospital, a następnie pełnił służbę w szpitalach wojennych utworzonego w Iraku II Korpusu Armii Polskiej w: Kanaquin w Iraku, El Kantar nad Kanałem Sueskim, Casamassima w regionie Puglia, koło Bari. Leczył tam nie tylko rannych polskich żołnierzy, ale również miejscową ludność. W roku 1946 wojsko polskie zostało przeniesione do Anglii. W latach 1946–1948 Sokołowski kierował oddziałem chirurgii i oddziałem ginekologiczno-położniczym w szpitalu w Diddington, a równocześnie zapoznawał się z organizacją studiów przyrodniczych w University of Cambridge.

### Okres powojenny
W 1948 roku wrócił do Polski, gdzie włączył się do organizacji Akademii Lekarskiej w Szczecinie (od 1950 – Pomorska Akademia Medyczna, od 2010 – Pomorski Uniwersytet Medyczny). Był kierownikiem Katedry i Kliniki Chirurgicznej; w 1955 roku uruchomił w I Klinice Chirurgii specjalizację z anestezjologii. Został profesorem nadzwyczajnym w 1949 roku i profesorem zwyczajnym w roku 1957. Był promotorem 9. prac doktorskich i opiekunem 37. lekarzy-chirurgów starających się o specjalizacje I i II stopnia. Pełnił funkcję konsultanta wojewódzkiego w zakresie chirurgii i operował we wszystkich szpitalach województwa. Systematycznie konsultował pacjentów Przychodni Specjalistycznej Chorób Ręki, którą zorganizował po przyjeździe do Szczecina. Funkcję konsultanta pełnił również po odejściu na emeryturę w 1961 roku. Zmarł 21 stycznia 1965 roku w Szczecinie. Pochowany na cmentarzu Centralnym w Szczecinie.
Pułkownik Sokołowski 10 kwietnia 1920 zawarł związek małżeński Karoliną z Kwiatkiewiczów. W następnym roku przyszła na świat córka Anna Maria – lekarz psychiatra, a w 1934 roku córka Krystyna Maria, która także została lekarzem medycyny.

## Publikacje (wybór)
Tadeusz Sokołowski jest autorem 154 publikacji z dziedziny chirurgii (zwłaszcza traumatologii). Ich tematyka jest ilustrowana przykładami:
- wystąpienia na Międzynarodowych Kongresach Transfuzjologii w Rzymie (1935) i Paryżu (1937); Sokołowski współpracował w tej dziedzinie z Ludwikiem Hirszfeldem,
- Chirurgia wojenna. Podręcznik (1931),
- Leczenie powikłanych złamań kości (1939),
- Badania doświadczalne nad skutecznością oraz istotą wyjaławiania materiału opatrunkowego za pomocą pary (1939);
fragment rozprawy habilitacyjnej (nie zakończonej z powodu wojny),
- Przetaczanie krwi (Palestyna, 1943),
- Leczenie ran kostno-stawowych kończyn w warunkach wojennych (Jerozolima, 1943),
- Chirurgia, 3-tomowy podręcznik M. Saegressera, tłum. z niem. (1951–1953),
- Elementy dynamiczne kończyn człowieka, monografia (1950, 1962),
- Zasady leczenia złamań i urazów kończyn, monografia (1954),
- Operacje chirurgiczne w leczeniu złamań i urazów kończyn (1956),
- Polsko-łacińskie mianownictwo chirurgii operacyjnej (1962, 1964),
- Zarys anatomii chirurgicznej (1964).

Rozległość zainteresowań Sokołowskiego jest ilustrowana tematyką publikacji mniej specjalistycznych, m.in.:
- Lecznictwo chirurgiczne w wojskach powstańczych 1863–64 (Lekarz wojskowy, t. 25; 1935, nr 7),
- Niezwykłe dzieje głuchociemnej Heleny Keller jako przykład kompensacji utraconej czynności narządów zmysłowych (Roczniki PAM, t. 6, 1970),
- Ewolucja ręki (Polski Tygodnik Lekarski, 1950, nr 7),
- Sposób prowadzenia dyskusji na zebraniach naukowych (tamże, 1959, nr 50),
- Na co umarł Adam Mickiewicz (Problemy, 1959, nr 9).

## Członkostwo w stowarzyszeniach i radach naukowych
Tadeusz Sokołowski był członkiem:
- Towarzystwa Chirurgów Polskich (członek honorowy, założyciel i wieloletni przewodniczący Oddziału Szczecińskiego),
- Polskiego Towarzystwa Lekarskiego,
- Szczecińskiego Towarzystwa Naukowego,
- Royal Society of Medicine w Londynie.

Był również członkiem komitetów redakcyjnych czasopism oraz komitetów organizacyjnych konferencji specjalistycznych, np.:
- w 1936 roku współtworzył miesięcznik „Chirurg Polski”, który redagował do roku 1939 (ukazało się 35 zeszytów),
- w 1945 roku zorganizował Zjazd Polskich Lekarzy Wojskowych w Bolonii (publ. Bari, 1946),
- od 1949 roku był naczelnym redaktorem „Roczników PAM”[3].

## Ordery i odznaczenia[1][3][4]
- Order Sztandaru Pracy II klasy
- Krzyż Srebrny Orderu Virtuti Militari[13]
- Krzyż Niepodległości (20 grudnia 1932)[14]
- Krzyż Oficerski Orderu Odrodzenia Polski (19 marca 1937)[15][16]
- Krzyż Walecznych[13] (dwukrotnie)
- Złoty Krzyż Zasługi (dwukrotnie: 2 sierpnia 1928[17], 25 lutego 1939[18])
- Medal Pamiątkowy za Wojnę 1918–1921[13]
- Medal Dziesięciolecia Odzyskanej Niepodległości[13]
- Krzyż Pamiątkowy Monte Cassino
- Brązowy Medal za Długoletnią Służbę[13]
- Komandor Orderu Korony Włoch (Włochy)

## Wyróżnienia i upamiętnienie
Pułkownik Sokołowski posiadał honorowe obywatelstwo Włoch.
Imię prof. Tadeusza Sokołowskiego nadano:
- Szpitalowi Klinicznemu Nr 1 PAM przy ul. Unii Lubelskiej w Szczecinie[12]
- Szpitalowi Powiatowemu w Pyrzycach[1][20][e]

W roku 2000 Tadeusz Sokołowski znalazł się na liście „Szczecinianie stulecia”.